# Сохару (Алба)
Сохару (рум. Soharu) насеље је у Румунији у округу Алба у општини Абруд. Oпштина се налази на надморској висини од 676 m.

## Становништво
Према подацима из 2002. године у насељу је живело 190 становника, од којих су сви румунске националности.

### Попис2002.
| Расподела становништва по националности 2002.‍ | Расподела становништва по националности 2002.‍ | Расподела становништва по националности 2002.‍ | Расподела становништва по националности 2002.‍ | Расподела становништва по националности 2002.‍ |
| --------------------------------------------- | --------------------------------------------- | --------------------------------------------- | --------------------------------------------- | --------------------------------------------- |
|                                               |                                               |                                               |                                               |                                               |
| Румуни                                        | Румуни                                        |                                               | 190                                           | 100,0%                                        |